# Joni Kauko
Joni Kauko est un footballeur finlandais, né le 12 juillet 1990 à Turku. Il évolue au poste de milieu offensif à l'ATK Mohun Bagan Football Club.

## Biographie

### Carrière en sélection
Joni Kauko honora sa première sélection en équipe de Finlande le 22 janvier 2012 lors d'un match amical face à Trinité-et-Tobago. Le match se soldera par une victoire finlandaise 3-2.
Il est par la suite membre des 26 joueurs sélectionnés par Markku Kanerva pour disputer l'Euro 2020, première compétition internationale officielle pour les finlandais. Le 12 juin 2021, il débute sur le banc pour le premier match de la Finlande à l’Euro 2020 mais entrera en jeu en remplaçant Teemu Pukki à la 76e minute. Cette rencontre sera malheureusement célèbre pour avoir vu le malaise cardiaque de Christian Eriksen. Kauko disputera la totalité des matchs du tournoi face à la Russie (défaite 0-1) , la Belgique (défaite 0-2) et le Danemark donc (victoire 0-1). Les finlandais sortiront dès la phase de poules.

## Palmarès
- Inter Turku
  - Champion de Finlande en 2008.
  - Vainqueur de la Coupe de Finlande en 2009.

- FC Lahti
  - Vainqueur de la Coupe de la Ligue finlandaise en 2013.